# Nauzontla
Nauzontla är en kommun i Mexiko.   Den ligger i delstaten Puebla, i den sydöstra delen av landet, 170 km öster om huvudstaden Mexico City.
Följande samhällen finns i Nauzontla:
- San Rafael Axolota
- Tepanyehual
- La Unión
- Santa Lucía Atioyan
- Talchichil